# Genibo
Genibo es un perro-robot fabricado por la empresa coreana Dasarobot de Dasatech.

## Genibo QD
El Genibo QD es una mascota robot autónoma, similar en concepto al de Sony 'ERS-7' Aibo, pero fue creado para ser mucho más parecido a un perro en apariencia y comportamiento.
Siguiendo el modelo para parecerse a un Bull Terrier, el Genibo QD puede identificarse a sí mismo y su entorno utilizando sus sensores, cámara, y los comandos de voz y compartir sentimientos con el usuario. Con la información de entrada, forma 'Emoción / Humor / Inteligencia / Personaje / Intimidad que cuentan con un carácter único e IA.
El Genibo QD es capaz de entender más de 100 comandos de voz (por ejemplo, "sentarse", "ven aquí" y "hacer una parada de cabeza") y tiene la capacidad para alabar o reprender al perro usando los sensores táctiles localizados en la cabeza, la espalda y flanco. El estado de ánimo de perro cambiará de acuerdo con la interacción del usuario y puede expresar la felicidad, placer, tristeza, sorpresa, ira, aburrimiento y somnolencia.
El Genibo QD viene con el software PC Control Manager que le permite ver una vista en vivo de lo que el perro está viendo, tomar fotos, crear rutinas sketches / baile, grabar notas de voz, reproducir MP3, y establecer alarmas.
Genibo fue lanzado originalmente como un prototipo, en 2006, y fue puesto a disposición del público en 2008 por alrededor de US$ 1.500. Los nuevos robots Genibo QD de 2009 vienen con un software informático en inglés y remoto, así como la capacidad de entender los comandos de voz en inglés en lugar de los modelos anteriores que solo podían entender coreano.

## Especificaciones
| Especificationes Técnicas            | Especificationes Técnicas                                                                                                |
| ------------------------------------ | --- |
| CPU                                  | Procesador RISC de 32 bit                                                                                                |
| Batería                              | Li-ion de 7,4V, 2,200 mAh                                                                                                |
| Adaptador de cargador                | 110 - 240V: 50 – 60 Hz (Fuente universal) salida en 9V, 2.5A                                                             |
| Cámara                               | 1,3M píxeles, 1280 x 1024                                                                                                |
| Velocidad de fotogramas de la cámara | 15fps, Jpeg |
| Reconocimiento de voz                | 100 comandos |
| Sensores de tacto                    | cabeza nariz negro flancos izquierdo y derecho                                                                           |

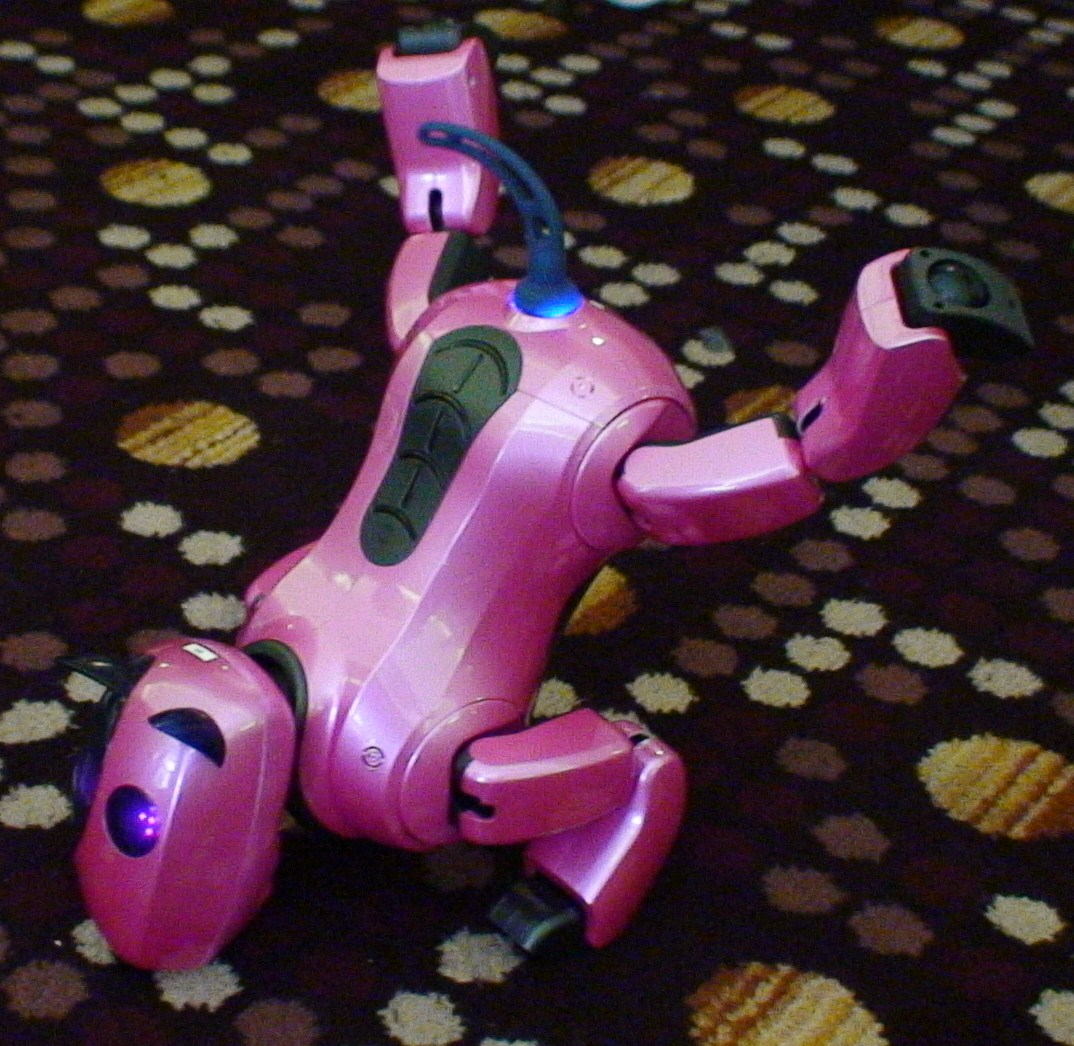
Genibo Headstand.

| Otros                                | reloj en tiempo real sensor de inclinación 4 sensores de pata Pantallas oculares de 3 colores LED (31 leds por cada ojo) |
| Conectividad                         | WLAN |
| Ancho                                | 192 mm |
| Largo                                | 334 mm |
| Altura                               | 330 mm |
| Peso                                 | 1.6 kg (incluyendo baterías)                                                                                             |